# Cornelius (Bischof von Rom)

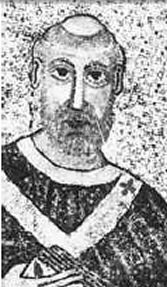
Hl. Cornelius, Mosaik aus dem 12. Jahrhundert in der Apsis der Kirche Santa Maria in Trastevere, Rom

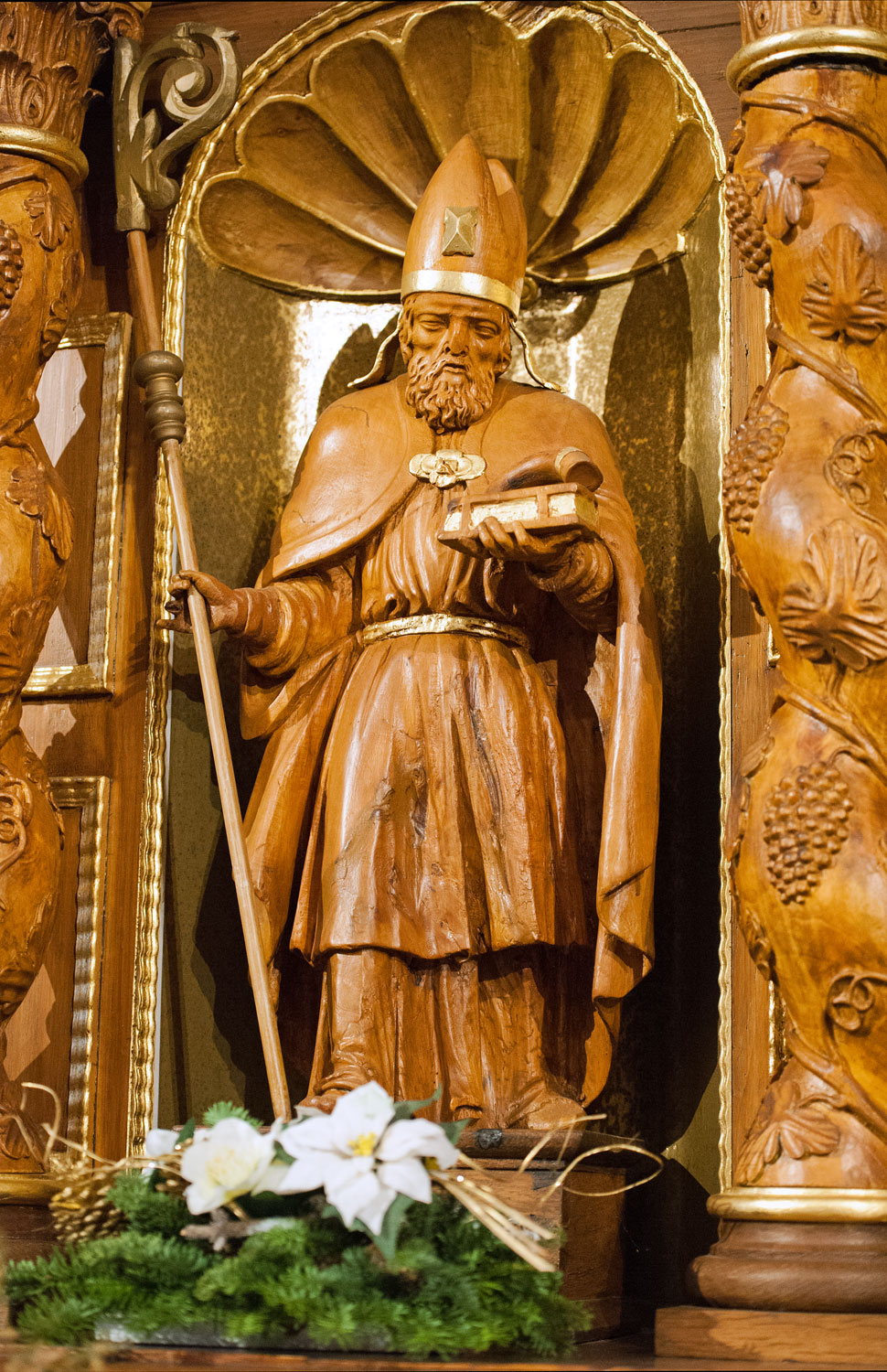
Hl. Cornelius, Detail aus dem Altar der Kapelle hll. Kornelius und Cyprianus in Oberdürenbach

Cornelius († Juni 253 in Centumcellae, heute Civitavecchia, Italien) war von März 251 bis Juni 253 Bischof von Rom (Papst). Er wird in der römisch-katholischen Kirche als Heiliger verehrt.

## Leben
Im Jahre 251 wurde Cornelius, nach einer Sedisvakanz von über einem Jahr, während einer kurzen Ruhephase der Christenverfolgung durch Kaiser Decius gewählt. Novatian warf ihm vor, er habe sich bei der Verfolgung unter Decius gegen Geld eine Bescheinigung verschafft, dass er den Göttern geopfert habe. Drei süditalienische Bischöfe weihten Novatian zum Gegenbischof. Da Novatian eine Wiederaufnahme der Abgefallenen (lat. lapsi) ablehnte, Cornelius aber eine milde Haltung vertrat, kam es zum endgültigen Bruch und zur wahrscheinlich ersten Kirchenspaltung (siehe hippolytisches Schisma im Jahre 217). Auf einer Synode in Rom im Herbst 251, an der 60 Bischöfe teilnahmen, wurden Novatian und seine Anhänger exkommuniziert (Novatianisches Schisma).
Cornelius baute die Hierarchie der Kirche aus und war ein guter Bekannter des Cyprian, der ihn gegen die Angriffe des Novatian unterstützte. Eine wichtige Quelle für den Streit mit Novatian stellt der Briefwechsel zwischen Cornelius und Cyprian dar; in der Briefsammlung Cyprians sind die Briefe ep. 49 und ep. 50 von Cornelius an Cyprian gerichtet; acht weitere Briefe (ab ep. 44) sind von Cyprian an Cornelius gerichtet.
Unter Kaiser Trebonianus Gallus wurde er 253 nach Centumcellae (Civitavecchia) ins Exil geschickt, wo er auch starb. Sein Bildnis ist auf einem Wandgemälde der Calixtus-Katakombe zu sehen.
Cornelius gehört zusammen mit den Heiligen Quirinus, Hubertus und Antonius zu den Vier heiligen Marschällen Gottes. Sein Gedenktag ist der 16. September, der jedoch nicht sein Todestag ist, er starb im Juni 253. Gebotener Gedenktag (Niederlegung der Gebeine) ist der 14. September.

## Märtyrer oder nicht?
Cornelius, der in der katholischen Kirche als Heiliger verehrt wurde, gilt auch als Märtyrer, obwohl die Situation nicht eindeutig ist.
Nach der Legenda aurea heilte Cornelius eine seit fünf Jahren gelähmte Frau und wurde in Rom mit anderen Christen zu Tode gemartert. In anderen, aber ebenfalls nicht sicheren Quellen wird präzisiert, er sei mit dem Schwert enthauptet worden, weil er sich weigerte, dem Gott Mars zu opfern.
In Veröffentlichungen aus den letzten Jahrzehnten wird in der Regel bezweifelt, wenn nicht sogar verneint, dass Papst Cornelius als Märtyrer starb. Er starb anscheinend im Jahre 253 während seiner Verbannung in Centumcellae an Erschöpfung. Er wurde zunächst nicht als Märtyrer betrachtet, obwohl Cyprian ihn als solchen grüßte. Er ist auch nicht in der Depositio Martyrum aufgeführt, einer Auflistung von Märtyrern aus dem 4. Jahrhundert.
Sein Leichnam wurde anscheinend gegen Ende des 3. Jahrhunderts in die Calixtus-Katakombe überführt, die an prominenter Stelle liegt, nämlich an der Via Appia Antica vor den ehemaligen Stadtmauern Roms. An dieser Straße waren auch die meisten Vertreter des berühmten Patriziergeschlechts der Cornelier bestattet. Seit dem 3. Jahrhundert war die Calixtus-Katakombe die wichtigste christliche Begräbnisstätte Roms. Das Grab des Cornelius liegt etwas abseits von den übrigen Papstgräbern in dem früher selbständigen Coemeterium (= Grabanlage) der Lucina, unmittelbar an der Via Appia.
Auf einer Marmorplatte für Cornelius, die später in der Lucina-Krypta gefunden wurde, war das Wort MARTYR von späterer Hand hinzugefügt worden. Jedenfalls wurde Cornelius in den Katakomben als Märtyrer verehrt. Auch im Kanon der Messe wird Cornelius unter den zwölf in der römischen Mutterkirche besonders verehrten Märtyrern der ersten vier Jahrhunderte genannt.

## Aus dem Geschlecht der Cornelier?
Unklar ist außerdem, ob Cornelius dem republikanischen Patriziergeschlecht der Cornelier entstammte, das zu den angesehensten im römischen Reich gehörte. Allein aus dem Namen kann dies nicht hergeleitet werden. Damals trug eine große Anzahl Menschen den Namen eines der berühmten römischen Geschlechter, ohne dass ein Verwandtschaftsverhältnis bestand. In Rom war es nämlich üblich, dass Freigelassene den Namen desjenigen trugen, der ihn freigelassen hatte. Dies war eine weit größere Zahl als die der eigentlichen Angehörigen des betreffenden Geschlechts. So soll allein der Politiker und Feldherr Lucius Cornelius Sulla um 80 v. Chr. rund 10.000 Menschen freigelassen haben, die dann den Namen Cornelius trugen. Nach dem Liber Pontificalis war Bischof Cornelius Römer und Sohn eines gewissen Castinus, der zum Corneliergeschlecht gehörte. Diese Quelle gilt jedoch nicht als verlässlich. Zudem gab es im römischen Kaiserreich etliche Einzelfamilien, die sich in irgendeiner Weise aus dem Umfeld der alten Cornelii ableiteten, doch waren bereits in der Zeit der Republik einige einzelne gentes vorhanden, die aus einer ursprünglichen Gesamtfamilie entstammten und sich durch ihre Beinamen unterschieden (z. B. die Scipiones, Cinnae, Dolabellae). Da im 3. Jahrhundert n. Chr. weiterhin die Regel galt, freie Personen, keine Sklaven, durch drei Namen zu bezeichnen (tria nomina), und dieser Bischof nur mit dem einen nomen gentile (Familiennamen) bekannt ist, handelte es sich wahrscheinlich um einen Mann, der nicht zum senatorischen Adel zählte und zur Erhöhung seines Prestiges als Bischof von Rom nachträglich zu einem Angehörigen der traditionellen Führungsschicht stilisiert wurde.

## Wiederentdeckung der Cornelius-Gruft
Das Cornelius-Grab war viele Jahrhunderte lang verschollen, wie überhaupt im Mittelalter die Katakomben weitgehend aus dem Bewusstsein geraten waren. Mitte des 19. Jahrhunderts wurde es von dem Archäologen Giovanni Battista de Rossi entdeckt. Beim Durchstöbern von Schutt in einem verlassenen Kirchlein nahe der Via Appia fand er 1849 das Bruchstück einer Marmortafel, die die Inschrift ...NELIUS MARTYR trug. De Rossi kombinierte sogleich, dass dies CORNELIUS bedeutete und dann auch die Gruft dieses Papstes nicht weit sein konnte. 1852 stieß er bei der weiteren Suche auf einen Raum, der später zweifelsfrei als die Gruft des Papstes Cornelius identifiziert werden konnte. Wie sich herausstellte, hatte er eine der bedeutendsten Katakomben, nämlich die Calixtus-Katakombe, wiederentdeckt. In der Grabnische fand sich ein weiteres Bruchstück der Marmorplatte mit den Buchstaben COR und EP, das genau zu dem drei Jahre vorher gefundenen Fragment passte und nun die Inschrift CORNELIUS MARTYR EP (= Cornelius Märtyrer Bischof) ergab.
Die Auffindung des verschollenen Cornelius-Grabes in der Calixtus-Katakombe erregte seinerzeit großes Aufsehen und gilt als Beginn der wissenschaftlichen Katakombenforschung.

## Darstellungen in der Kunst

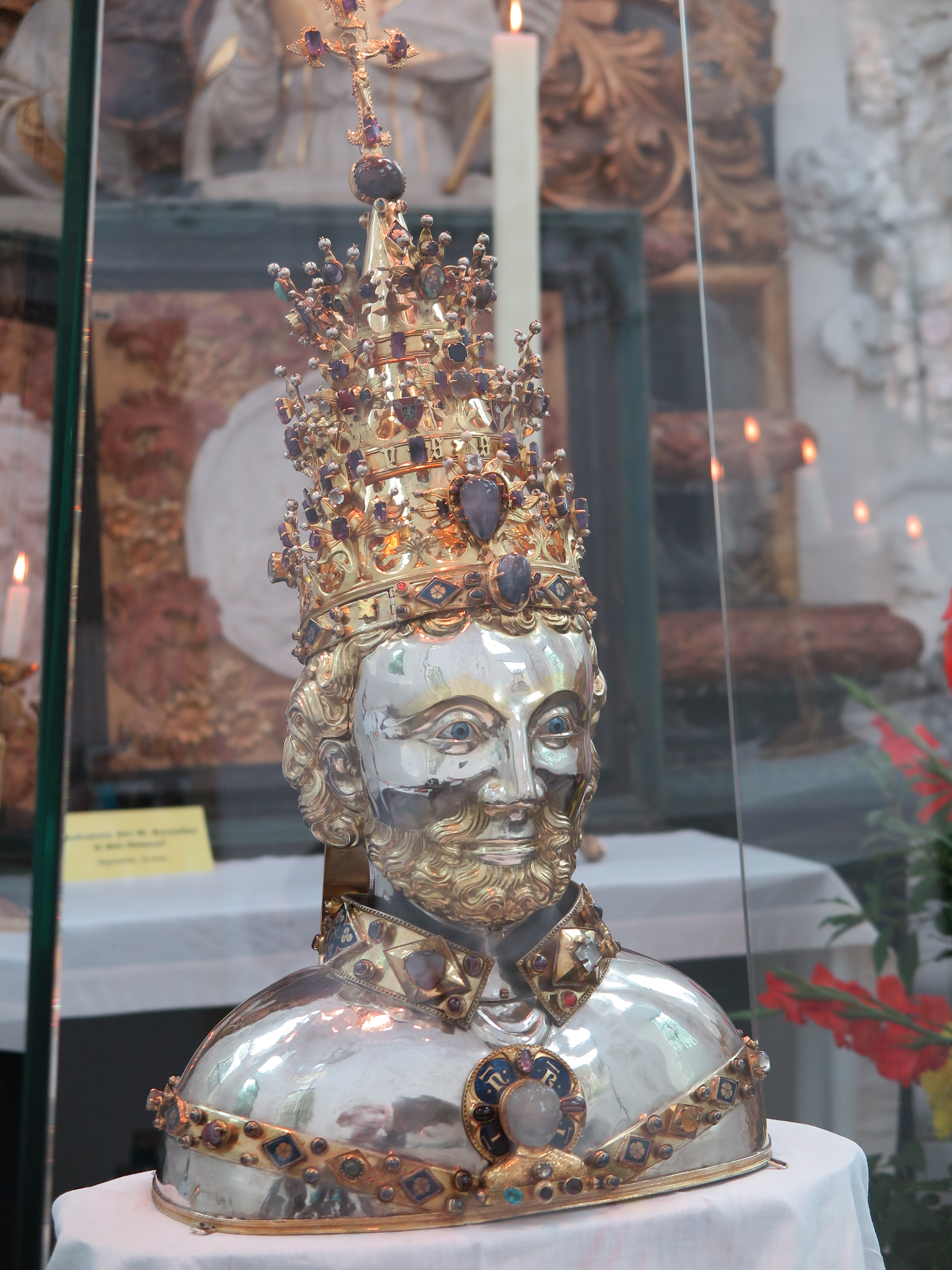
Cornelius-Reliquiar in Kornelimünster

Die frühesten Abbildungen von Papst Cornelius stammen aus dem 6. Jahrhundert. Es handelt sich um ein Fresko nahe seinem Grab in der Calixtus-Katakombe, das ihn zusammen mit dem heiligen Cyprian zeigt. Cornelius ist dargestellt mit Tonsur, ohne Tiara, ein geschlossenes Buch vor sich in den Händen haltend.
In ähnlicher Weise ist Cornelius auf einem Mosaik aus dem 6. Jahrhundert zu sehen, und zwar in der Prozession der Märtyrer in der Kirche S. Apollinare Nuovo in Ravenna, hier mit einer Krone in verhüllten Händen. Eine weitere Abbildung, die vielleicht noch älter ist, könnte das Bruchstück eines Porträts aus dem Kloster S. Paolo fuori le Mura in Rom sein. Seine frühe Verehrung in Rom bezeugt auch eine Darstellung im Mosaik der Apsis der Kirche S. Maria in Trastevere aus dem 12. Jahrhundert sowie ein Bild im Vorgängerbau des Petersdomes. Etwa zur gleichen Zeit wurde Cornelius in den Miniaturen der Leidensgeschichte von Stuttgart mit Heiligenschein und in bischöflichem Ornat wiedergegeben.
Aus dem 14. Jahrhundert stammen ein Fresko in der Severinskirche in Köln und ein Cornelius-Reliquiar in der Abteikirche St. Kornelius von Kornelimünster.
In der Alten Pinakothek in München ist ein um 1440/45 von Stefan Lochner geschaffenes Altarbild ausgestellt, das Cornelius zwischen Antonius dem Einsiedler und Maria Magdalena zeigt. Es dürfte eine der frühesten Darstellungen sein, auf denen Cornelius mit einem Horn zu sehen ist. Eine andere frühe Darstellung mit Horn befindet sich im Aachener Domschatz, die um 1460 wahrscheinlich von dem so genannten Aachener Meister gemalt wurde. In der Kathedrale von Burgos in Spanien ist das Gemälde eines unbekannten deutschen Malers vom Ende des 15. Jahrhunderts zu sehen, das Cornelius mit einem anderen Heiligen und Christus in der Mitte als Schmerzensmann zeigt. In der Sixtinischen Kapelle in Rom ist eines der von Sandro Botticelli (1481–1482) gemalten elf Papstbildnisse das des Cornelius.
Aufgrund der großen Popularität des Heiligen ist noch eine Vielzahl weiterer Bilder und Statuen geschaffen worden, vor allem vom 16. Jahrhundert an.
Es gibt auch mehrere neuzeitliche Darstellungen. Zu erwähnen sind das um 1955 von Gustav Fünders geschaffene Glasfenster im Hauptchor der Pfarrkirche von Dülken und der so genannte Jahrhundertbogen von 1989 des Bildhauers Werner Klenk neben dem Kirchturm der Pfarrkirche von Lippborg oder die überlebensgroße Cornelius-Statue außen an der 1951 eingeweihten Pfarrkirche von Alsdorf-Hoengen. 1985 schuf der niederländische Künstler Siem van Bleisem ein Gemälde für die Pfarrkirche von Limmen in Nordholland.
Die meisten Darstellungen zeigen Cornelius als Papst, vor allem kenntlich gemacht durch die Tiara und den Kreuzstab. Da es eine Anzahl heiliger Päpste gab, bekam er wie viele andere Heilige im Mittelalter zur eindeutigen Kenntlichmachung noch ein Attribut, ein Horn, abgeleitet von seinem Namen, in dem das lateinische Wort cornu = Horn steckt. Bei einer Anzahl von Darstellungen hält Cornelius aber kein Horn in der Hand, sondern ein Schwert, weil er der Legende nach enthauptet wurde, oder eine Palme als Zeichen für sein Märtyrertum. Einige Bilder zeigen auch Szenen seines legendenhaften Märtyrertodes. Oft ist er auch mit einem Buch dargestellt, teilweise mit Buch und Horn. Manche Darstellungen zeigen ihn als Patron des Hornviehs mit einem Rind.

### Korneliushörner

Korneliushorn von Kornelimünster

#### Korneliushorn von Kornelimünster
Das Korneliushorn gehört neben der Büste des Hl. Cornelius und seines Armknochens zu den wichtigsten Kultgegenständen der Reichsabtei Kornelimünster.
Es stammt aus dem 10. Jahrhundert und befand sich ursprünglich in der Abtei Stavelot. Laut Matthias Zender, dem bedeutendsten Forscher des Cornelius-Kultes, handelt es sich hierbei um das Horn eines Wasserbüffels, das als Trinkgefäß für geweihtes Wasser gedient haben könnte.
Das Corneliushorn von Kornelimünster wurde Schätzungen nach im 15. oder 16. Jahrhundert in graviertem Silber gefasst und ist auf zwei silbernen Greifenklauen befestigt worden. An seiner dicksten Stelle befindet sich ein angebrachtes Medaillon mit einer kleinen Reliquie. Zwischen diesem und den Greifenklauen wurde schließlich noch eine Darstellung des Hl. Cornelius eingraviert.

## Beschützer des Hornviehs
Viele Jahrhunderte hindurch galt – und gilt in geringerem Umfang noch heute – Cornelius vor allem als Helfer bei Erkrankungen von Haustieren oder bei Epilepsie und anderen Nervenkrankheiten. Dies geht jedoch nicht auf das Leben des Papstes zurück, auch nicht in seiner legendenhaften Form. Als Schutzpatron bei Viehkrankheiten gilt er wegen seines Namens, in dem das lateinische Wort cornu = Horn steckt. Dies hat sich erhalten in den Sprachen, die aus dem Lateinischen hervorgegangen sind. So nennt sich im Französischen das Hornvieh „bêtes à cornes“. Auch bei anderen Heiligen wird deren Helfereigenschaft allein aus ihrem Namen hergeleitet wie zum Beispiel Valentin bei der „fallenden Krankheit“ oder Epilepsie, Lucia und Klara bei Augenleiden, Blasius als Patron der Hornbläser, Lambertus als Helfer gegen Lahmheit. Allerdings ist in der deutschen Sprache corn nicht gleich Horn wie im Lateinischen, Italienischen und Französischen. Im deutschen Sprachgebiet wurde also die Verbindung zum Hornvieh nicht geknüpft. Vermutlich hatte die in der Bretagne schon früh einsetzende Verehrung des Heiligen als Schutzpatron des Hornviehs Ausstrahlungen auf den niederländisch-deutschen Sprachraum. Die seit der Mitte des 15. Jahrhunderts zu beobachtenden Darstellungen des Heiligen mit einem Horn in der Hand dürften diesen Trend verstärkt haben. Ursprünglich war Cornelius nur der Schutzheilige für das Hornvieh; dies dehnte sich dann im Laufe der Zeit auf andere Haustiere aus.
Es wurde Brauch, aus dem Horn geweihtes Wasser zu trinken, wie es von vielen Wallfahrtsorten des heiligen Cornelius bekannt ist. Darüber hinaus hat man das Horn vielfach wegen seiner Seltenheit als Reliquiengefäß genommen. Man sah die Hörner oft als Klauen des legendären Greifen an, eines vogelähnlichen Monsters, um das sich viele Geschichten rankten. Laut Legende war das Cornelius-Horn in Kornelimünster eine Greifenklaue, die Cornelius als Trinkgefäß benutzt habe. Mehrere Orte haben im Wappen ein Horn, das auf die dortige Verehrung des Heiligen zurückgeht, so unter anderem Kornelimünster und die beiden Aachener Ortsteile Brand und Eilendorf als Zeichen der ehemaligen Zugehörigkeit zur Reichsabtei Kornelimünster sowie Wallscheid, Monschau-Rohren, Riveris und Wanroy in den Niederlanden.
Im 14./15. Jahrhundert waren auch spezielle Pilgerhörner aus Ton in Gebrauch, „Heiltumshorn“ oder „Aachenhorn“ genannt. Da sich an die alle sieben Jahre stattfindende „Heiltumsfahrt“ nach Aachen auch jeweils ein Abstecher nach Kornelimünster anschloss, dürfte mit dem „Aachenhorn“ das Cornelius-Horn in Kornelimünster gemeint sein.
Das Horn war aber nicht allein das Attribut des heiligen Cornelius. Auch die Heiligen Hubertus von Lüttich, Oswald, König von Northumbria, Blasius von Sebaste und Eustachius wurden mit einem Horn abgebildet.

## Helfer bei der Kornelkrankheit
Daneben war Cornelius lange Zeit der wichtigste Heilige bei der Fallsucht (Epilepsie) und anderen Nervenkrankheiten. Seine Anrufung war so populär, dass die Epilepsie auch als „Kornelkrankheit“ oder „Corneliuskrankheit“ bekannt war. Vereinfacht ist zu sagen: In den romanisch sprechenden Ländern war Cornelius – wegen der sprachlichen Gleichheit von Corn = Horn = Hornvieh – vor allem der Schutzpatron bei Viehkrankheiten, während im niederländisch-/deutschsprachigen Raum die Hilfe bei der Fallsucht im Vordergrund stand. Die Verehrung als Fallsuchtpatron trat erst relativ spät auf, im Allgemeinen erst im 15. Jahrhundert und später. Sie war besonders stark mit volkstümlichem Brauchtum durchsetzt, weil die Epilepsie bis in die jüngste Zeit geheimnisvoll und von magischen Kräften verursacht erschien.
Das Volk trennte nicht stark zwischen ihr und Krankheiten mit ähnlichen Erscheinungsformen. So wurde Cornelius bei allen krampfartigen Anfällen bis hin zum Keuchhusten angerufen. Da man den Ursprung dieser Krankheiten im Kopf sah, rief man schließlich bei allen Erkrankungen des Kopfes wie Schlaganfall, Ohrenschmerzen und Blindheit Cornelius als Helfer an. Traten ähnliche Erscheinungsbilder beim Vieh auf, galt das gleiche, insoweit völlig unabhängig von seinem Patronat für das Hornvieh. So wurde Cornelius in Nusbaum-Freilingen in der Eifel als Helfer gegen Pferde- und Schweinekrankheiten angerufen, in den belgischen Orten Aalbeke bei Menen, Rossem bei Wolverthem, in Bekkerzeel und Erps als Schutzpatron gegen Hühnerkrankheiten.
Bei der Fallsucht ist die Erklärung des Patronats schwieriger. Das Schrifttum schweigt sich zu dieser Frage weitgehend aus. Die Erklärung könnte vielleicht darin liegen, dass eine der wichtigsten Taten dieses Papstes darin bestand, dass er für die – vom Glauben – Abgefallenen eintrat und daher auch als Fürsprecher für die an der Fallsucht Leidenden ausgewählt wurde. In der Cornelius-Litanei der Pfarre Lamersdorf, Kreis Düren, wird von der „fallenden Krankheit“ gesprochen. Im Niederländischen heißt Fallsucht vallende ziekte, die Abgefallenen afgevallenen.
Eine andere Erklärung wäre die, dass laut Legende Cornelius eine Nervenkranke geheilt hat, nämlich Sallustia, die Frau des Hauptmanns Cerealis, die „15 Jahre bettlägerig war durch Lähmung infolge einer Nervenkrankheit“.
Der wahrscheinlichste Grund dürfte aber sein, dass das Haupt des Cornelius in Kornelimünster aufbewahrt wird und der Kopf als Sitz der Nervenkrankheiten galt; vielleicht auch noch, weil er der Legende nach enthauptet worden war. Es gibt ähnlich gelagerte Fälle wie zum Beispiel beim heiligen Apollinaris, der in Remagen wegen Fallsucht angerufen wird, weil sich dort sein Haupt befindet, und bei Johannes dem Täufer, im Mittelalter Patron gegen Kopfleiden und Krämpfen, weil er enthauptet worden war. Häufig wurden im Rheinland Johannes der Täufer und Papst Cornelius gemeinsam als Fallsuchtspatrone verehrt, wobei mit der Zeit Johannes durch Cornelius ersetzt wurde.
Neben Kornelimünster beanspruch(t)en auch andere Orte, das Haupt des Papstes Cornelius zu besitzen. So führt eine gefälschte Urkunde, das so genannte Silvester-Agritiusdiplom, in den Gesta Trevirorum bereits um das Jahr 1000 unter den angeblich von der heiligen Helena, der Mutter Konstantins des Großen, nach Trier gebrachten Reliquien das Haupt des Cornelius auf. Darüber hinaus glaubten in der Trierer Gegend zwei Zisterzienserinnenklöster, nämlich das auf dem Helenenberg und das ehemalige Kloster Machern a. d. Mosel im Besitz seines Hauptes zu sein, und zwar bereits seit dem 13. Jahrhundert. Auch in der Klosterkirche St. Veit im bayerischen Freising befand sich laut einer Urkunde bereits aus dem Jahre 860 eine Kopfreliquie des Cornelius (und des Cyprian), die bis 1803 an bestimmten Festtagen ausgestellt wurde. Ferner glaubten Rom, Compiègne in Frankreich, Ninove in Belgien sowie einige andere Orte das Haupt des Heiligen oder doch Teile davon zu besitzen. Als Erklärung für dieses Phänomen ist zu vermuten, dass bei den meisten dieser Orte die Entwicklung in umgekehrter Reihenfolge verlief: Da der Heilige dort vor allem wegen der Fallsucht verehrt wurde, führte dies zu der Annahme, man besitze das Haupt.

## Namensformen
Die Popularität von Papst Cornelius zeigt sich auch darin, dass sich in verschiedenen Sprachen eine eigene Form dieses Namens bildete. In der deutschen Sprache hat man zwar die ursprüngliche Form nicht verändert, aber immerhin die Schreibweise im 19. Jahrhundert und vor allem nach der Rechtschreibreform von 1901 eingedeutscht und Cornelius mit K geschrieben. So schreibt sich Kornelimünster inzwischen mit K und dementsprechend seinen Patronatsheiligen ebenfalls mit K. Auch im offiziellen katholischen Schrifttum wird fast immer „Kornelius“. geschrieben.
Im Französischen heißt der Papst Corneille. In der Bretagne nennt man ihn Cornély oder Cornéli. Im Italienischen und Spanischen ist aus Cornelius Cornelio geworden. Dies gilt sowohl für die berühmten Politiker und Schriftsteller der Römer aus dem Geschlecht der Cornelier, für den Hauptmann Cornelius aus der Apostelgeschichte, für Papst Cornelius (papa Cornelio im Italienischen) wie für spätere Träger des Namens Cornelius. Die Portugiesen schreiben Cornélio (also mit Akzent auf dem e). Im Niederländischen wurde der Name zu Cornelis, offiziell blieb es aber bei Cornelius. Im Englischen heißt der Papst unverändert Cornelius (wird aber englisch ausgesprochen), im Griechischen in lateinischer Schrift Kornilios und im Polnischen Korneliusz (sz wird dort sch ausgesprochen).
Im Flämischen sind oder waren neben dem halboffiziellen Cornelis (Anfangsbuchstabe auch K) mit der Verkleinerungsform Cornelisje, (ausgesprochen kornelische) die Formen Sint Knilles oder Sinterkurnellis im Umlauf. In Nordholland wird auch die populäre Kurzform Cor verwendet. In Luxemburg gibt es im moselfränkischen Dialekt die Bezeichnung St. Cornilli; im nordluxemburgischen Eppeldorf wurde Cornelius einfach Conni genannt. Die Bewohner des deutschsprachigen Teils von Belgien nahe Kornelimünster nennen mundartlich den Ort Krinelle-Mönster und die Messe zu Ehren des Heiligen Kornällesmess.
Die Gründe für die große Popularität des heiligen Cornelius sind nicht ganz eindeutig. Er war nur gut zwei Jahre Papst und es ist nur wenig über ihn bekannt. Sie dürfte weitgehend darauf beruhen, dass er als Helfer bei Vieh- und Nervenkrankheiten in früheren Jahrhunderten erhebliche Bedeutung für das Leben der Menschen hatte. Er stand aber schon vorher in hohem Ansehen. Dies zeigt sich unter anderem daran, dass im Jahre 875 der damalige Papst Johannes VIII. die Gebeine des Cornelius Karl dem Kahlen bei der Kaiserkrönung zum Geschenk machte. Cornelius und Cyprian dürften auch im 9. Jahrhundert zu den Familien-Patronen des karolingischen Königshauses gehört haben. Dies strahlte wohl auch aus auf den mit dem Königshaus verbundenen Adel, so dass dieser bei Kirchengründungen die Verehrung der beiden Heiligen besonders förderte, wie die Patronate in Bad Buchau, Compiègne und Metelen vermuten lassen. Verstärkt wurde die hohe Wertschätzung wohl auch dadurch, dass Cornelius zu den wenigen Personen gehört, die im Mess-Kanon aufgeführt sind.

## Verbreitung des Kults
Im Laufe des 9. Jahrhunderts tauchten Cornelius-Reliquien fast schlagartig an ganz verschiedenen Stellen im Norden auf, ohne dass eine bestimmte Abhängigkeit der einzelnen Kultstätten voneinander nachzuweisen wäre. Die Klärung dieser sehr verwickelten Verhältnisse ist kaum möglich. Das wichtigste und größte Gebiet des Cornelius-Kultes seit dem 11. Jahrhundert sind die Rheinlande sowie die Niederlande in den alten Grenzen (also einschließlich des flämisch sprechenden Teils Belgiens).
In dem Werk von Matthias Zender Räume und Schichten mittelalterlicher Heiligenverehrung, 1973, sind in den von ihm untersuchten Ländern etwa 630 Cornelius-Kultstätten aufgeführt. Hiervon entfallen rund 210 oder etwa 33 % auf Belgien, 185 oder rund 30 % auf Deutschland, etwa 80 oder 13 % auf Frankreich, rund 70 oder 11 % auf die Niederlande und 20 oder 3 % auf Luxemburg, jeweils in den heutigen politischen Grenzen. Im Gegensatz zu vielen anderen Heiligen ließ im Volk die Cornelius-Verehrung erst seit den 1970er Jahren nach, als die allgemeine Verweltlichung immer stärker wurde.

### Gemeinsam verehrt mit Cyprian
Sehr häufig wird Cornelius gemeinsam mit dem heiligen Cyprian verehrt. Sie gelten als „liturgische Zwillinge“. Eines der frühesten Zeugnisse hierfür ist das Fresko in der Gruft des Cornelius in der Calixtus-Katakombe, das wahrscheinlich im 6. Jahrhundert entstand und beide Heilige nebeneinander auf demselben Bild zeigt. Als Kaiser Karl der Kahle von seiner Kaiserkrönung 875 in Rom die Gebeine des Cornelius nach Compiègne überführte, brachte er möglicherweise auch die des Cyprian mit. Cyprians Haupt und Arm, die als die wichtigsten Reliquien eines Heiligen gelten, befinden sich heute in Kornelimünster ebenso wie Schädeldecke und Arm des Cornelius. Der Grund für die gemeinsame Verehrung ist wahrscheinlich ihr gemeinsamer Gedenktag, der 16. September, verstärkt dadurch, dass Cyprian nachhaltig beim damaligen Schisma für Cornelius eintrat und ihn in der Verbannung tröstete. Später wurde der Festtag der beiden Heiligen wegen anderer Feiertage auf den 16. September verlegt.
In der Volksfrömmigkeit war offenbar die Verehrung des Cornelius stärker ausgeprägt als die des Cyprian, der als Schutzpatron gegen die Pest angerufen wurde.

### Italien
In Rom genoss Cornelius ganz besondere Verehrung, zumindest bis die Gebeine 875/76 von Kaiser Karl dem Kahlen nach Compiègne überführt wurden. Papst Leo der Große errichtete im 5. Jahrhundert zu Ehren des Cornelius eine Basilika. Ende des 8. Jahrhunderts sollen seine Gebeine von Papst Hadrian I. in das Gebiet von Capracoro in Agro Veiente verbracht worden sein.
Unter Papst Gregor IV. wurden die Gebeine zur Kirche Santa Maria in Trastevere überführt. Schon dieser Papst sandte einige der Gebeine an die Abtei Fulda in Deutschland und in die Abtei Cysoing in Nordfrankreich. In Trastevere wurde den Gebeinen anscheinend große Verehrung zuteil. Sie wurden innerhalb der Kirche nochmals umgebettet. Von dort brachte Kaiser Karl der Kahle 875/76 den Großteil der Gebeine nach Compiègne in Frankreich, das er zur Hauptstadt seines Reiches ausersehen hatte.

### Frankreich
Um noch weitere angesehene Reliquien zu erhalten, tauschte der Kaiser – so die überwiegende Meinung – Schädeldecke und rechten Arm des Cornelius sowie ein Stück der Schädeldecke des Cyprian gegen eine Hälfte des Grabtuchs Christi aus dem Kloster im späteren Kornelimünster. In Compiègne ruht aber noch heute der wohl größte Teil der Gebeine der beiden Heiligen. Infolge des Reliquientausches entwickelte sich später, von Kornelimünster ausgehend, das Rhein-Maas-Gebiet zum Mittelpunkt der Cornelius-Verehrung.
In Frankreich selbst sind Compiègne und die Bretagne die bedeutsamsten Stätten der Cornelius-Verehrung. Über das ganze Land verteilt sind es insgesamt mehr als 80 Orte, davon allein 26, in denen Papst Cornelius Pfarrkirchen- oder Klosterpatron war oder ist. Vier Orte haben sogar anscheinend ihren Namen aufgrund der Cornelius-Verehrung erhalten, nämlich Cornilly – früher Corneliacum genannt –, St. Cornier-des-Landes, St. Corneille bei Montfort-le-Rotrou/Sarthe und St. Corneille-au-Bois.
Nach einer allerdings nicht sehr wahrscheinlichen Annahme soll die erste Cornelius-Reliquie nördlich der Alpen bereits 801/806 nach Lyon gekommen sein; von dort sei sie 875/877 nach Compiègne überführt worden. Sicher ist jedoch, dass die Verehrung des Cyprian in Südfrankreich schon sehr früh, noch vor der Jahrtausendwende, intensiv eingesetzt hat.
Im Gegensatz zu Deutschland, Belgien und den Niederlanden wird in Frankreich Cornelius nahezu ausschließlich als Beschützer des Viehs verehrt, nicht oder kaum als Patron gegen die Fallsucht und andere Nervenkrankheiten.

### Deutschland
In der Bundesrepublik Deutschland sind es heute 32 Kirchen, deren Patron Papst Cornelius ist – meist zusammen mit Cyprian. Sie befinden sich alle im westlichsten Gebiet und verteilen sich auf sieben Bistümer, davon neun im Bistum Trier, acht im Bistum Aachen, fünf im Bistum Rottenburg-Stuttgart, vier im Bistum Münster, drei im Bistum Köln, zwei im Bistum Freiburg und eine im Bistum Augsburg.
Eine Sonderstellung in Bezug auf Cornelius nimmt Fulda ein, obwohl der Ort weitab von den traditionellen Zentren seiner Verehrung liegt. Er dürfte die älteste Kultstätte des Heiligen in Deutschland sein, allerdings insoweit in gewisser Konkurrenz mit St. Severin in Köln und Bad Buchau. Auch kamen die Reliquien in Fulda nicht etwa über Compiègne/Kornelimünster oder Köln dorthin, sondern direkt aus Rom. Ein gewisser Sabbatinus soll mit seinen Begleitern im Jahr 836 Reliquien der Heiligen Urbanus, Quirinus, Calistus und Cornelius sowie anderer Märtyrer nach Franken gebracht haben und am 24. April dieses Jahres dies dem Abt Rabanus Maurus in Fulda übergeben haben. Möglicherweise sind auch schon sehr früh Cornelius-Reliquien nach Bayern gekommen. Sie blieben dort aber ohne größere Auswirkungen auf den Heiligenkult. Schon in einer Urkunde von 860 wird erwähnt, dass in Freising in der ehemaligen Klosterkirche S. Vitus Reliquien vom Kopf des Cornelius und auch des Cyprian ruhen. Bis 1803 wurde das Haupt des Cornelius bei bestimmten Festen ausgestellt. Auch an anderen Orten Bayerns gibt es Cornelius-Reliquien, so in Bamberg, Regensburg (Kloster Sankt Emmeram) und Probstried. Insgesamt gesehen war Cornelius im bayerisch-österreichischen Raum selten, dagegen im schwäbisch-alemannischen Gebiet häufiger, insbesondere in der heutigen Schweiz.
In der Mitte und im Osten Deutschlands (in den früheren Grenzen) hat sich eine Cornelius-Verehrung kaum ausgebildet. Einige Kultstätten finden sich aber auch hier, so in Halberstadt (Kirche St. Stephan), Hildesheim (Dom), Braunschweig (Blasiuskirche), Erfurt, Glogau (Dom), Breslau (Dom) und in Kieth/Mecklenburg.
Bedingt durch die Strömungen der Aufklärung und des Rationalismus ging in der 2. Hälfte des 18. Jahrhunderts die Heiligenverehrung allgemein deutlich zurück. Viele Anzeichen sprechen aber dafür, dass die Cornelius-Verehrung davon weniger betroffen war und im 19. Jahrhundert und in der 1. Hälfte des 20. Jahrhunderts zumindest im Rheinland sogar wieder einen gewissen Aufschwung nahm. Viele liturgische Texte scheinen in diesem Zeitraum entstanden oder doch überarbeitet worden zu sein.

### Belgien
Auf dem Gebiet des heutigen Belgien, wo mit Abstand die meisten Cornelius-Kultstätten liegen, ist umstritten, wie weit diese auf Compiègne in Frankreich oder auf Kornelimünster in Deutschland zurückgehen. Wahrscheinlich war auch hier der Einfluss von Kornelimünster bestimmend. Überwiegend wurde Cornelius um Beistand gegen die Fallsucht angerufen.
Im nördlichen, flämischen Teil Belgiens sind heute vier Kirchen Cornelius geweiht, nämlich in Ninove, Gebrode, Horebeke und Ruien. Neben Ninove, wo die im 12. Jahrhundert gegründete Prämonstratenser-Abtei von Anfang an Cornelius und Cyprian als Patrone hatte, war Ronse ein Hauptort der Cornelius-Verehrung. Schon im Jahre 860 sollen seine Reliquien von Kornelimünster hierhin gebracht worden sein. Verehrt wird Cornelius in der Basilika St. Hermes, der Hauptkirche der Stadt.

### Niederlande
In den Niederlanden gibt es elf Kirchengemeinden, die Cornelius zum Patron haben und nach ihm benannt sind, nämlich in Achtmaal, Beuningen, (Maastricht-)Borgharen, Den Hout, Lamswaarde, Limmen, Luttenberg, Swartbroek, Vortum en Mullem, Wanroy, Steenbergen Welberg. Insgesamt sind 28 Wallfahrtsorte zu Ehren des Heiligen bekannt.
Die meisten dieser Orte liegen im Südosten der Niederlande in den Provinzen Limburg und Noord-Brabant, also in relativer Nähe zu Kornelimünster. Allerdings ist ein großer Teil der Niederlande protestantisch, so dass insoweit keine Verehrung des Heiligen mehr in Betracht kommt, selbst wenn dies vor der Reformation der Fall gewesen sein sollte.

### Weitere Länder
Im Großherzogtum Luxemburg sind drei Orte bekannt, an denen heute Cornelius verehrt wird, und zwar Angelsberg, Eppeldorf und Winseler. Wahrscheinlich war die Verehrung in früheren Zeiten ausgeprägter. Die Untersuchung von Matthias Zender über die Heiligenverehrung im Mittelalter führt für Luxemburg 20 Kultstätten auf.
In Österreich hat ähnlich wie in Bayern eine Cornelius-Verehrung nur in geringem Umfang bestanden. Bei Zender sind nur zwei Orte zu finden: das 1138 gegründete Zisterzienserstift Zwettl in Niederösterreich, das bereits im 13. Jahrhundert eine Cornelius-Reliquie besaß, sowie Hall in Tirol, wo sich Reliquien aus dem niederländischen Bereich im Heiltum des Ritters Waldauf befanden und Cornelius als einer der vier Marschalle verehrt wurde. Hinzu kommt die Pfarrkirche St. Corneli in Tosters.
In England gibt es nur Spuren einer früheren Cornelius-Verehrung. In der Kirche von Portlemouth (Devon) befindet sich im Lettner ein Gemälde des Heiligen, gekleidet als Papst und in den Händen das Papstkreuz und ein Horn haltend. Für zwei Kirchen sind auch Reliquien des Heiligen bezeugt, nämlich für die Kathedrale von Exeter bereits im Jahre 1030 und für die Kathedrale von Durham in Nordengland im 14. Jahrhundert. In Cornwall gibt es einen Ort namens Cornelly. Früher soll er S. Cornelius geheißen haben mit Cornelius als Kirchenpatron.
In Dänemark gibt es zwei Minoritenkirchen mit Cornelius-Reliquien: in Roskilde, dort zusammen mit denen des Cyprian, und in Kopenhagen.
In der deutschsprachigen Schweiz ist oder war als Teil des alemannischen Raums der Cornelius-Kult weit verbreitet. Zender zählt 22 Orte auf.
Über die Verehrung des Cornelius in Spanien ist wenig bekannt. Es gibt zwei Orte, deren Pfarrkirche Cornelius und Cyprian geweiht ist: San Cebrián de Campos, etwa 20 km nördlich der Stadt Palencia und San Cebrián de Mudá, etwa 20 km nordwestlich des Stausees Aguilar de Campoo gelegen.
Im Dommuseum der Kathedrale von Burgos hängt ein Gemälde mit Papst Cornelius vom Ende des 15. Jahrhunderts, dessen Inschriften teilweise in Deutsch abgefasst sind.
Wie weit es eine Cornelius-Verehrung in weiteren Ländern gibt, bleibt offen. Östlich von Deutschland dürfte nicht viel zu erwarten sein, da schon in Deutschland selbst nach Osten hin die Cornelius-Kultstätten sehr stark abnehmen. Allerdings ist in Polen und Ungarn Cornelius als Vorname nicht unbekannt.

## Verehrungsbräuche
Fast alle Kirchen, in denen Cornelius verehrt wird, besitzen eine Cornelius-Reliquie, manchmal auch zwei oder mehr. An seinem Festtag, dem 16. September, wurde vielfach innerhalb der Kirche oder auch um die Kirche eine Prozession oder ein Umzug abgehalten, wobei Reliquien des Heiligen oder eine Statue mitgeführt wurden. Hierbei sang und betete man auch spezielle Cornelius-Lieder oder -Litaneien. In vielen Orten wurde mit der Cornelius-Reliquie ein Cornelius-Segen erteilt, häufig auch – vor allem in Belgien und den Niederlanden – ein spezieller Kindersegen. Kinder sah man als durch Krämpfe und ähnliche Beschwerden besonders gefährdet an. Weit verbreitet war die Abgabe von Cornelius-Wasser und Cornelius-Brot. Zur Verehrung legen die Gläubigen an vielen Orten die Hand auf den Behälter mit den Reliquien; in früheren Zeiten wurde dieser meist geküsst. Vielfach ist unter bestimmten Bedingungen ein Ablass mit dem Besuch der Kirche verbunden. Der Festtag des Heiligen wurde häufig als eine Art Volksfest begangen zusammen mit einer Kirmes. An vielen Orten gab es spezielle Bräuche. Nachstehend die bemerkenswertesten hiervon:

### „Aufwiegen“ des Körpergewichts
An mehreren Wallfahrtsorten wurde das Wiegen praktiziert. Seinen Ursprung soll dieser Brauch in Kornelimünster gehabt haben. Dort pflegten früher kranke Pilger Weizen entsprechend ihrem Körpergewicht mitzubringen und diesen dem hl. Cornelius zu opfern. Von diesem Weizen wurde dann Brot gebacken und kostenlos an die Pilger verteilt. Auch heute noch erhalten Pilger und Besucher bei der jährlichen Korneli-Oktav ein kleines trockenes, ohne Salz gebackenes Weißbrötchen, das so genannte „Kornelibrötchen“, kostenlos zur Stärkung. Man gab sie früher auch dem Vieh ins Futter.
Auch in den niederländischen Wallfahrtsorten Heerlerheide, Dieteren und Posterholt war früher das Wiegen in Übung, um als Epileptiker von seiner Krankheit zu genesen. So musste in Heerlerheide der Kranke so viel Korn sammeln, wie er wog und den Gegenwert dieses Korns in Geld in den Opferstock der Kirche legen. Anschließend durfte er ein Jahr lang freitags nur eine Mahlzeit einnehmen. Den Namenstag des Cornelius hatte er wie einen Sonntag zu begehen und er musste jedes Jahr der Kirche einen Silberpfennig bringen. Ähnlich war es in Sint Pieters-Voeren in Belgien. Cornelius wurde auch dort vor allem von Epileptikern angerufen. Der Kranke opferte sein Gewicht in Korn oder den Gegenwert in Geld. Am Corneliustag war für ihn Arbeitsruhe, er hatte einen silbernen Pfennig zu opfern und – er oder ein Stellvertreter – zu fasten. In Achtmaal (Niederlande) hielt man zur Genesung von Krämpfen dem Patienten einen silbernen Franken an die Stirne und legte ihm Sauerteig auf die Füße; der Franken wurde anschließend geopfert. In Hekelgem (Belgien) wurde das Opfergeld vom Kranken vor dem Opfer in das Weihwasser des Krankenzimmers getaucht.

### Bei Kinderkrankheiten
In Leur (Niederlande) brachten Mütter ihre Kleinen bei der „kindjeskermis“, die am Corneliusfest (16. September) oder dem nächstgelegenen Sonntag stattfand, zur Kirche, um sie mit einer Reliquie des Heiligen segnen zu lassen. In Machern an der Mosel wurden die Reliquien der Heiligen Cornelius und Valentin zum Segnen von Wasser benutzt, das in neun Tagen dreimal täglich zu trinken war. Dadurch sollten Kinder gesund werden oder sie würden sterben. In Meerlo (Niederlande) reihten die Gläubigen in der Kirche die so genannten „S. Cornelius-kralen“, geweihte Samenkörner der Pfingstrose, auf einer Schnur auf und hängten sie Kindern um den Hals als Mittel gegen Krämpfe. Dazu sollte der Betroffene neun Tage lang täglich die Corneliuslitanei beten. In Bokhoven (Niederlande) ließen viele Mitglieder der dortigen Cornelius-Bruderschaft schon ihre Neugeborenen als Mitglieder aufnehmen und nannten dies „sich gegen Krämpfe einschreiben lassen“; den Kindern wurde dann eine Cornelius-Medaille ans Hemdchen geheftet. In Gutschoven (Belgien) opferte man Haare und Flechten von Kindern sowie Kinderkleidchen. Die Pilger dort ließen ein Kuhhorn weihen und gaben daraus den Kindern geweihtes Wasser zu trinken. In Diegem (Belgien) wurde bei Kinderkrämpfen ein lebendes Kaninchen geopfert. Im niederländischen Lamswaarde bekamen die Kinder am Corneliusfest jeweils neue Kleidung.
An verschiedenen Orten wurde Cornelius noch bei weiteren Leiden angerufen, so bei Lahmheit, ansteckenden Krankheiten, Pest, Fieberkrankheiten, Kopfleiden, Blindheit, Hirnhautentzündung, Mutterkornpilz, Ohrenschmerzen, Halskrankheiten, Keuchhusten, Krätze, Warzen, Blutungen, Bruchleiden, Kinderlosigkeit (Ninove in Belgien), Stress und Beziehungsproblemen, gegen Schlaganfall und plötzlichem Tod, zur Erhaltung der Keuschheit und als Patron der Liebenden (Neuss-Selikum).

### Bei Tierleiden
In der Bretagne, wo man Cornelius vor allem als Schutzpatron des Hornviehs verehrte, wurden bei den Wallfahrten nach Plumélieu beim Corneliusfest die Rinder gesegnet und die Pilger opferten Vieh. Sie erhielten dafür geweihte Bänder, mit denen man gegen Fieber, Kolik und Zittern über den Leib des Tieres strich. Ein anderer Brauch war, ein Tier aufzuziehen und es ganz oder zur Hälfte nach zwei bis drei Jahren dem Heiligen zu schenken. Das Tier wurde dann bei der Wallfahrt verkauft und der Erlös je nach Gelöbnis ganz oder teilweise an die Kirche gegeben. In Passchendaele in Belgien opferte man am Festtag des Cornelius Kühe und Pferde. Ein Priester segnete sie, dann kaufte man sie zurück und ließ sie frei im Hof herumlaufen. Sie durften nicht verkauft werden, sondern starben eines natürlichen Todes.
In Denderbelle (Belgien) wie auch an mehreren anderen Orten wurde „een levend hart“ (= ein lebendes Herz) geopfert. Gemeint war damit ein lebendes Tier, das zugunsten der Kirche verkauft wurde; in Denderbelle war es ein Huhn. Auch in Lützkampen-Welchenhausen pflegten Schafzüchter und Schäfer lebende Schafe und Lämmer, so genannte Kapellenschafe, sowie Wolle zu opfern. Die geopferten Schafe wurden dann von ihnen unentgeltlich weitergefüttert. Den Erlös aus dem Verkauf der Tiere lieferte man an die Kapelle ab. Ähnlich war es in Scheid. In Aalbeke (Belgien) wurden für jeden Pilger zwei Hühner gesegnet; eines wurde geopfert, das andere blieb auf dem Hof als Schutz.

## Andere Heilige namens Cornelius
Außer dem römischen Hauptmann Cornelius aus der Apostelgeschichte und Papst Cornelius gibt es noch eine ganze Anzahl weiterer Heiliger dieses Namens. Das wohl umfangreichste Werk in deutscher Sprache hierzu, nämlich das Vollständige Heiligen-Lexikon von 1858, führt 22 Heilige namens Cornelius auf, zusätzlich drei Cornelia und zwei Cornelianus. Einige von ihnen sind wiederum nach Papst Cornelius benannt. Heiligenbücher aus jüngerer Zeit führen viel weniger Heilige seines Namens auf, dort in der Regel mit K geschrieben. Sie schwanken zwischen neun und ein oder zwei Kornelius in heutigen Werken; meist sind es dann Papst und Hauptmann. Darüber hinaus gibt es noch eine Anzahl Heilige mit dem Vornamen Cornelius. Über die meisten von ihnen ist nur wenig bekannt. Erwähnt seien hier drei von ihnen:
Cornelius von Damaskus, dessen Gedenktag am 28. Mai begangen wird, gilt als Patron der Schauspieler und Gaukler. Er soll beschlossen haben, die Christen genau zu studieren, um sie auf der Bühne verspotten zu können. Durch das Studium sei er aber bald selbst ein überzeugter Christ geworden.
Cornelius McConchailleach wurde 1120 in Armagh in Nordirland geboren und 1174 auf den Bischofssitz dieser Diözese berufen. Er starb 1176 auf der Rückkehr von einer Reise nach Rom in Lémenc nahe Chambéry in Frankreich in der dortigen Priorei. Von dort, wo in einer Kapelle seine Gebeine ruhen, verbreitete sich seine Verehrung in der gesamten Region bis nach Grenoble. Im 17. Jahrhundert hatte sie ihren Höhepunkt. Nach anderen Quellen lautet sein ursprünglicher Name nicht Cornelius, sondern Conor, und zwar abgeleitet von dem keltischen Namen Conchoard. In Frankreich wurde er unter dem Namen Concors und Concord verehrt.
John Cornelius, der um 1557 in Cornwall als Sohn irischer Eltern geboren wurde, war katholischer Priester. Ursprünglich nannte er sich John Conor O’Mahoney; Conor wurde dann latinisiert zu Cornelius. Wegen seiner priesterlichen Tätigkeit wurde er zum Tode verurteilt und 1594 in Dorchester mit drei anderen Katholiken, die ihn unterstützt hatten, als Hochverräter gehängt.